# Tatiana Tíshchenko
Tatiana Alekséyevna Tíshchenko –en ruso, Татьяна Алексеевна Тищенко– (Omsk, URSS, 1 de enero de 1975) es una deportista rusa que compitió en piragüismo en la modalidad de aguas tranquilas. Ganó dos medallas en el Campeonato Mundial de Piragüismo entre los años 1998 y 1999, y cuatro medallas en el Campeonato Europeo de Piragüismo entre los años 1997 y 2004.

## Palmarés internacional
| Campeonato Mundial | Campeonato Mundial | Campeonato Mundial | Campeonato Mundial |
| Año                | Lugar              | Medalla            | Evento             |
| ------------------ | ------------------ | ------------------ | ------------------ |
| 1998               | Szeged (Hungría)   | Medalla de bronce  | K4 200 m           |
| 1999               | Milán (Italia)     | Medalla de plata   | K4 200 m           |
| Campeonato Europeo |                    |                    |                    |
| Año                | Lugar              | Medalla            | Evento             |
| 1997               | Plovdiv (Bulgaria) | Medalla de bronce  | K4 200 m           |
| 1999               | Zagreb (Croacia)   | Medalla de oro     | K4 200 m           |
| 1999               | Zagreb (Croacia)   | Medalla de bronce  | K4 500 m           |
| 2004               | Poznań (Polonia)   | Medalla de plata   | K4 1000 m          |
| 2004               | Poznań (Polonia)   | Medalla de bronce  | K4 200 m           |